# Тайна головоломки
«Тайна головоломки» — художественный фильм, снятый по мотивам одноимённого романа чешского писателя Ярослава Фоглара.

## Сюжет
В некоем чешском городе, где между собой ведут борьбу различные мальчишеские группировки, трагически погибает мальчик-звонарь. У него находят необычную головоломку «ёжик в клетке», которая вскоре исчезает. Ребята из клуба «Быстрые стрелы» начинают собственное расследование, пытаясь узнать причину смерти звонаря и найти загадочную головоломку. Ради этого они решаются проникнуть в самый мрачный и опасный район города, где за улицами зорко следят Вонты. Парни из враждующей группировки хотят им помешать и выяснить всё первыми. Городские трущобы, заброшенный костёл, потайные ходы становятся полем битвы. Однако, оказывается, что интерес к головоломке проявляют не только дети…

## В ролях
- Ондрей Гост — Мирек Душин
- Мартин Волдрих — Ярка Метелка
- Давид Дивис — Индра Гойер
- Мартин Власак — Быстроножка
- Ярослав Рихтер — Краснячек
- Карэл Зима — Длинная Жердь
- Матей Гадек — Лосна
- Ян Кегар — Мажнак
- Филип Янцик — Великий Вонт
- Михал Скрабал — Ян Тлескач (звонарь)
- Карэл Энгэл — Эм